# Muncshon
Muncshon (hangul: 문천시, Muncshon-si, handzsa: 文川市, RR: Munch'ŏn-si) város Észak-Koreában, Kangvon (Kangwŏn) tartományban. A Korjo dinasztia idején alapították, Mundzsu (문주; 文州, Munju) néven. 1413-ban nyerte el mai nevét és a megyei rangot. 1991-ben emelték városi rangra.

## Földrajza
Északról és nyugatról Cshonne (Ch'ŏnnae), keletről a Japán-tenger (Keleti-tenger), délről Vonszan (Wŏnsan), délnyugatról Poptong (Pŏptong) határolja.
Legmagasabb pontja a 869 méter magas Mebongszan (매봉산; 매峯山, Maebongsan).

## Közigazgatása
14 faluból (ri (ri)) és 16 tongból áll:
| - Kaphjong-tong (가평동; 柯坪洞, Kap'yŏng-tong) - Kangcshol-tong (강철동; 鋼鐵洞, Kangch'ŏl-tong) - Koam-tong (고암동; 庫巖洞, Koam-tong) - Kvanphung-tong (관풍동; 關豊洞, Kwanp'ung-tong) - Muncshon-tong (문천동; 文川洞, Munch'ŏn-tong) - Munphjong-tong (문평동; 文坪洞, Munp'yŏng-tong) - Pukhang-tong (북항동; 北港洞, Pukhang-tong) - Szamo-tong (삼오동; 三五洞, Samo-tong) - Szongmun-tong (성문동; 城門洞, Sŏngmun-tong) - Sinan-tong (신안동; 新安洞, Sinan-tong) - Okphjong-tong (옥평동; 玉坪洞, Okp'yŏng-tong) - Undzsong-tong (은정동; 恩情洞, Ŭnjŏng-tong) - Csangbek-tong (장백동; 長白洞, Changbaek-tong) - Hebangszan-tong (해방산동; 解放山洞, Haebangsan-tong) - Hean-tong (해안동; 海岸洞, Haean-tong) | - Hvangszok-tong (황석동; 黃石洞, Hwangsŏk-tong) - Kaun-ri (가은리; 佳銀里, Kaŭn-ri) - Kjoszong-ri (교성리; 橋城里, Kyosŏng-ri) - Namcshang-ri (남창리; 南昌里, Namch'ang-ri) - Tapcshon-ri (답촌리; 畓村里, Tapch'on-ri) - Tokhung-ri (덕흥리; 德興里, Tŏkhŭng-ri) - Rjongdzsong-ri (룡정리; 龍井里, Ryongjŏng-ri) - Rjongthan-ri (룡탄리; 龍灘里, Ryongt'an-ri) - Pubang-ri (부방리; 富方里, Pubang-ri) - Szamdong-ri (삼동리; 參洞里, Samdong-ri) - Szamil-ri (삼일리; 三一里, Samil-ri) - Szamhva-ri (삼화리; 三和里, Samhwa-ri) - Szokcson-ri (석전리; 石田里, Sŏkchŏn-ri) - Szongdzsuk-ri (송죽리; 松竹里, Songjuk-ri) - Sinszong-ri (신송리; 新松里, Sinsong-ri) |

## Gazdaság
Muncshon (Munch'ŏn) város gazdasága főként vegyiparra, élelmiszeriparra, fémiparra, gépiparra épül.

## Oktatás
Muncshon (Munch'ŏn) város egy ipari egyetemnek (Munphjong (Munp'yŏng) Ipari Egyetem), 20 általános és 22 középiskolának ad otthont.

## Egészségügy
A város számos egészségügyi intézménnyel rendelkezik, köztük egy városi szintű és kb. 30 helyi kórházzal.

## Közlekedés
A város közutakon a szomszédos helységek felől közelíthető meg. A megye vasúti kapcsolattal rendelkezik, a Kangvon (Kangwŏn) és Koam (Koam) vonalak része.